# Dongshan Liangjie
Dongshan Liangjie (chiń. 洞山良价, pinyin Dòngshān Liángjiè, Wade-Giles Tung-shan Liang-chieh; kor. 동산량개 Tongsan Lianggae; jap. Tōzan Ryōkan; wiet. Động Sơn Lương Giới; ur. 807, zm. 869) – mistrz chan założyciel szkoły caodong.

## Życiorys
Urodził się w rodzinie Yu w Yunzhou (obecnie Gao’an) w Guaiji w prowincji Zhejiang. Jako młody chłopiec rozpoczął nowicjat w klasztorze winai. Pewnego dnia czytał Sutrę Serca i gdy przeczytał wersy Nie ma oka, ucha, nosa, języka, ciała i umysłu dotknął swojej twarzy i spytał nauczyciela Mam oczy, uszy, nos, język, ciało i umysł, jak więc sutra może twierdzić, że nie ma takich rzeczy? Ten szczery ikonoklazm Dongshana wprowadził nauczyciela w osłupienie i wykrztusił on w końcu, że ta skłonność jego umysłu lepiej będzie się rozwijać w szkole chan. Kapłan ten polecił go uczniowi wielkiego mistrza chan Mazu Daoyi – mistrzowi Wuxie Lingmo. Po 20 r.ż. został w pełni wyświęconym mnichem i rozpoczął wędrówkę po różnych ośrodkach nauczania buddyjskiej Dharmy.
Zetknął się wówczas z mistrzem chan Nanquanem (od którego otrzymał imię Dharmy) i Guishanem, który polecił go mistrzowi Yunyanowi Tanshengowi. Po spotkaniu się z nim Dongshan natychmiast zapytał Kto może słyszeć kazania nieżywych stworzeń? Yunyan odparł Nieżywe stworzenia mogą je słyszeć. Czy ty możesz je słyszeć? spytał Dongshan. Mistrz rzekł Jeśli je słyszę, nie możesz słyszeć mojego nauczania. Dlaczego nie mogę go słyszeć? zapytał Dongshan. Yunyan podniósł swój kij chan do góry i spytał Czy słyszysz? Nie, nie słyszę rzekł Dongshan. Yunyan powiedział wtedy Czyżbyś nie znał słów sutry: 'Wody, ptaki, drzewa i lasy wszystkie medytują nad Buddą i Dharmą'? W tym momencie Dongshan został oświecony. Napisał wtedy wiersz:
| Jak cudownie! Jak cudownie! Nieżywi wyjaśniają Dharmę. Cóż za niewysłowiona prawda! Jeśli próbujesz słuchać tego swymi uszami Nigdy nie rozumiesz. Tylko wtedy, gdy usłyszysz to swymi oczami Naprawdę to poznasz. |

Po pewnym czasie Dongshan postanowił opuścić i tego mistrza więc ów rzekł Po twoim odejściu będzie nam bardzo trudno się znów zobaczyć. Dongshan odparł Będzie nam bardzo trudno nie zobaczyć się znów. Wtedy mistrz Yunyan powiedział Musisz być bardzo ostrożny, gdy niesiesz tą wielką rzecz. Donshan zakłopotał się. Później, gdy przechodził przez wodę, zobaczył swoje odbicie i nagle zrozumiał naukę Yunyana i doświadczył wielkiego oświecenia. Napisał wiersz:
| Długo poszukując tego poprzez innych, Daleki byłem od osiągnięcia tego. Teraz idę sam: Spotykam to wszędzie, To jestem ja sam, I nie jestem też tym. Rozumiejąc tę drogę, Mogę być czym jestem. |

Po tym wydarzeniu Donshan praktykował dalej z wielką uwagą, co stało się później tak charakterystyczne w jego szkole chan.
Od 860 r. miał swój klasztor i był oblegany przez uczniów.
Dongshan ze swym wyróżniającym się uczniem Caoshanem Benjim założył bardzo wpływową szkołę chan caodong (od pierwszych członów ich imion), która najdłużej rywalizowała z potężną szkołą linji zanim nie została przez nią wchłonięta.
Pewnego dnia ogolił sobie głowę i nakazał uczniowi uderzyć kilka razy w dzwon. Z ostatnim uderzeniem zmarł. Uczniowie stwierdziwszy ponad wszelką wątpliwość, że ich mistrz zmarł, wszczęli taki raban opłakując nauczyciela, że Dongshan powrócił do życia, wrzasnął Głupcy! i spojrzał na zdumionych uczniów. Czyż nie wiecie, że niczego nigdy nie zrozumiecie, dopóki będziecie przywiązani do ciała i umysłu? Wszyscy milczeli więc mistrz wstał i powiedział Robicie tak wielki hałas, że nawet nie mogę umrzeć. Ustalono, że mnisi podejmą post, który będzie trwał aż do śmierci Dongshana. Po siedmiu dniach nieprzerwanej medytacji i głodówki, gdy nauczyciel był bardziej żywy niż zazwyczaj, bliski jego uczeń spytał mistrza, czy już wie, kiedy umrze. Jesteśmy bardzo głodni dodał. Dobrze uśmiechnął się Dongshan wobec tego umrę jutro. Następnego dnia po kąpieli siadł z uczniami do zuochan i zmarł w chwili, gdy dał uczniom ostatnie pouczenia.
Otrzymał pośmiertne imię Dashi Wuben (Wielki Mistrz Pierwotnej Świadomości), a jego pagodę nazwano Huijue (Mądrość i oświecenie).
Pojawia się w gong’anach: 43 z Biyan lu i 22, 49, 56, 89, 94 i 98 z Congrong lu.

## Nauki

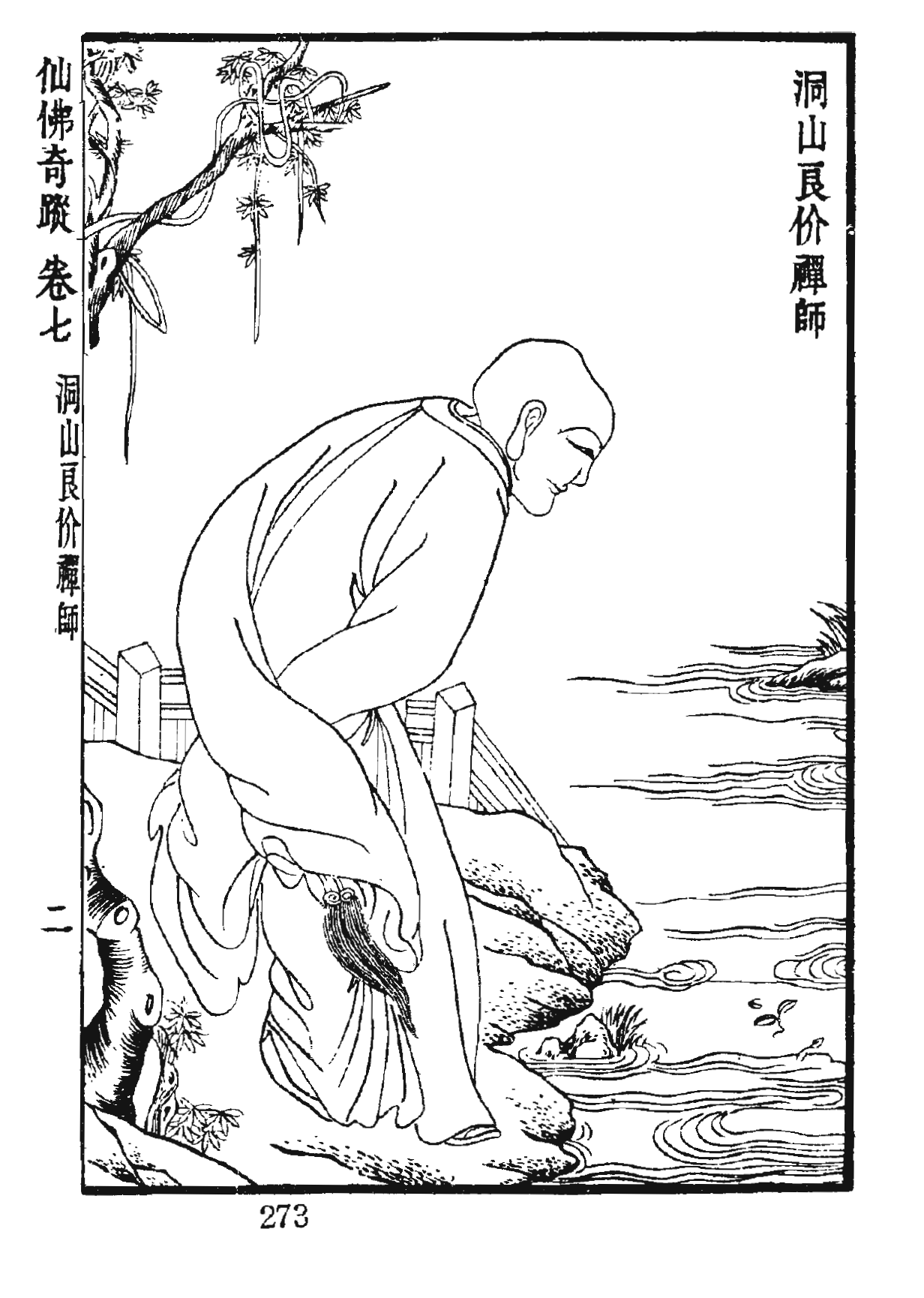
Dongshan Liangjie

Charakterystyczną cechę jego nauczania obrazuje następujący dialog. Pewien urzędnik pragnął wiedzieć czy był ktoś, kto dostąpił chanu przez praktykę (dosłownie: kultywowanie, uprawianie). Dongshan odrzekł Gdy zostaniesz wyrobnikiem, wtedy będzie ktoś, kto uprawia. Odpowiadając na to pytanie Linji prawdopodobnie by krzyknął, Huangbo zdzielił go kijem, a Zhaozhou kazał np. iść umyć miski.
Dialektyka Dongshana, później szczegółowo opracowana przez Caoshana, przedstawia jedno z ostatnich wielkich wyrażeń metafizycznej myśli chińskiej. Stworzył dla lepszego nauczania system pięciu pozycji czy też relacji pomiędzy szczególnym a powszechnym, względnym a absolutnym oraz pięciu relacji pomiędzy subiektywnym a obiektywnym (dongshan wuwei). W swoim nauczaniu często używał języka taoistycznego – cytował Zhuanzi. Nie używał okrzyków i kija ani innych wstrząsowych metod. W swoich wypowiedziach często używał metafor, które chociaż najpierw objawiały swą niejasność, nie zawierały rozmyślnych niedorzeczności mistrzów szkoły linji. W przeciwieństwie do nich, mniej także interesował się procesem przekazu, a bardziej tym, co właśnie jest przekazywane. Mistrzowie linji widzieli oświecenie jak pewną całość, a Dongshan wierzył, że jest to proces i nadchodzi stopniowo. Dlatego był zainteresowany rozpoznaniem poszczególnych etapów.
Dongshanowi przypisuje się także poemat Baojing sanmei.
Jego nauki zostały przeniesione do Korei przez Chinch'ŏla Iŏma (869–936) i praktykowane w szkole Sumi san. Do Japonii przeniósł je (zobacz: sōtō) mistrz Eihei Dōgen Kigen (1200–1253) uczeń mistrza chan Tiantonga Rujinga

## Linia przekazu Dharmy zen
Pierwsza liczba oznacza liczbę pokoleń od Pierwszego Patriarchy chan w Indiach Mahakaśjapy.
Druga liczba oznacza liczbę pokoleń od Pierwszego Patriarchy chan w Chinach Bodhidharmy.
- 33/6. Huineng (638–713)
  - 34/7. Qingyuan Xingsi (660–740)
    - 35/8. Shitou Xiqian (700–790)
      - 36/9. Yaoshan Weiyan (751–834)
        - 37/10. Yunyan Tansheng (770–841)
          - 38/11. Dongshan Liangjie (807–869) szkoła caodong
            - 39/12. Jiufeng Puman (Tongxuan) (834?-896)
              - 40/13. Tong’an Wei (bd)

            - 39/12. Baoji Xiujing (Huayan) (bd)
            - 39/12. Youqi Daoyou (bd)
            - 39/12. Tiantong Weiqi (bd)
            - 39/12. Yunju Daoying (830–902)
              - 40/13/1. Taekyŏng Yŏŏm (862–930) szkoła sŏngju – Korea
              - 40/13. Tong’an Daopi (bd) (także Daoying)
                - 41/14. Tong’an Guanzhi (bd)
                  - 42/15. Liangshan Yuanguan (bd)
                    - 43/16. Dayang Jingxuan (943–1027) (także Jingyan)

            - 39/12. Longya Judun (835–923)
              - 40/13. Yanqing (bd)
              - 40/13. Hanzhu (bd)

            - 39/12. Qinshan Wensui (bd)
            - 39/12. Yuezhou Qianfeng (bd)
            - 39/12. Qinglin Shiqian (bd)
            - 39/12. Sushan Kuangren (837–909)
              - 40/13. Huguo Shoucheng (bd)
              - 40/13/1. Tongjin Kyŏngbo (868–948) szkoła tongni – Korea

            - 39/12. Jingdiao Xianzu (bd)
            - 39/12. Caoshan Benji (840–901)